# General Flagg
General Flagg es el nombre en clave, así como el rango y el apellido de dos personajes ficticios de la línea de juguetes, dibujos animados y series de cómics, G.I. Joe: A Real American Hero.
El general de brigada original Lawrence J. Flagg es un personaje que fue creado específicamente para los cómics para servir como oficial al mando del Equipo G.I. Joe durante los primeros números de la tira cómica antes de que finalmente lo mataran (el portaaviones USS Flagg fue nombrado en su honor). El general de brigada James L. Flagg III, su hijo, fue un personaje introducido más tarde para la línea de juguetes para desempeñar un papel similar.

## Original General Flagg
Lawrence J. Flagg fue general de brigada en el ejército de los EE. UU. Proveniente de una larga línea familiar de soldados, el General Flagg sirvió la mayor parte de su vida en las Fuerzas Armadas. En la década de 1970, fue responsable de crear el Grupo Especial Antiterrorista Delta, en respuesta a las crecientes amenazas terroristas, especialmente la malvada Organización Cobra. Flagg apodó al equipo G.I. Joe, en honor al equipo que había estado encabezado por el teniente Joseph Colton algunos años antes. El General Flagg lideró al equipo más como asesor, eligió al Coronel Clayton "Hawk" Abernathy como líder de campo y permitió que Hawk tomara la mayoría de las decisiones de membresía y operaciones.

### Marvel Comics
El General aparece al principio de la carrera de Marvel Comics. Fue el primer comandante del Equipo G.I. Joe y apareció en el primer número. Envía al equipo a una fortaleza Cobra para rescatar a la Dra. Adele Burkhardt, física nuclear y pacifista. En el segundo número, envía un equipo Joe de cuatro hombres al círculo polar ártico para investigar las muertes de los militares estacionados allí. En ambas situaciones, trabaja en estrecha colaboración con el general Austin, quien sería un aliado del equipo de Joe en los próximos años. Tiene un cameo dirigiendo la disposición de los prisioneros de Cobra y suministros relacionados.
En el número 5, Flagg se involucra en la acción, cuando varios hombres bajo su mando descubren el papel de Cobra en un desfile militar. Flagg persigue al Comandante Cobra personalmente. El Comandante Cobra dispara un tiro, arrugando la sien de Flagg, y luego se desvanece entre la multitud. Cuando uno de sus hombres le preguntó por qué no devolvió el fuego, ya que es conocido por sus habilidades con las pistolas, el general Flagg simplemente mira a varios niños cercanos. No había disparado, porque habían estado demasiado cerca de la acción.
En el número 19, las fuerzas de Cobra atacan el cuartel general Joe, El Pozo. El general Flagg está en el calabozo, que contiene dos prisioneros, el Mayor Bludd y un destacado oficial Cobra llamado Scar-Face. Bludd escapa y mata a Flagg en el proceso. El General Flagg está enterrado en el cementerio de Arlington, con la mayoría de los Joe asistiendo. Cobra intenta atacar el funeral con un avión Rattler. Antes de que alguien salga herido, dos nuevos Joes, Duke y Roadblock derriban el avión. Se estrella y explota en un campo abierto.
En el número 42, el General Austin enfermo se identifica erróneamente como el General Flagg.

### Devil's Due
El General Flagg se muestra en la lista completa de personajes de G.I. Joe, en la portada del primer número de "Tercera Guerra Mundial", junto con su hijo. La serie America's Elite también tuvo al General Flagg en un flashback de los primeros días de G.I. Joe. Un operativo encubierto está utilizando un teléfono público para informar al General Flagg; el hombre trata de convencer a su superior de que muchos soldados Cobra no son "malos", solo están confundidos.
En una continuidad alternativa, el General Flagg inicia el equipo G.I. Joe en respuesta al ataque de un robot alienígena en una conferencia de prensa presidencial.

### Dibujos animados de Sunbow
El General Flagg apareció en la caricatura Sunbow/Marvel G.I. Joe. Se le muestra en la primera miniserie animada de G.I. Joe "The MASS Device", pero durante el transcurso de la serie, nunca volvió a aparecer. El personaje también tiene exceso de peso y sus rasgos físicos son más parecidos al general Aaron "Iron Butt" Austin, otro personaje de los cómics.

### Juguetes
El General Flagg original no recibió su propia figura de acción hasta 2004, cuando su figura se incluyó en un lanzamiento de "Comic Pack". Empaquetado con él estaba el miembro de G.I. Joe Steeler y un oficial Cobra genérico. Este paquete de tres vino con una reimpresión del número 5 del cómic G.I. Joe, donde los tres personajes desempeñan papeles destacados. El expediente de Flagg en el paquete en realidad usaba el mismo texto que las figuras anteriores del "General Flagg", que representaban a su hijo.

## Hijo del General Flagg
General Flagg fue lanzado como parte de la línea de juguetes "A Real American Hero" en 1992. James Longstreet Flagg III, nacido en Alexandria, Virginia, es hijo del General Lawrence Flagg. Se graduó del Instituto Militar de Virginia y, en poco tiempo, puede ascender al rango de General de Brigada. La figura fue repintada y lanzada como parte de la línea "Battle Corps" en 1993, y ambas figuras venían con una catapulta blindada que en realidad podía disparar pequeños proyectiles.
Según su ficha, siempre le gustó estar "en medio de todo" en lugar de gritar órdenes desde una posición cómoda. Cuando dirige a sus tropas a una pelea, necesita "armas personales devastadoras", razón por la cual prefiere el vehículo G.I. Joe "Brawler". Sus estrategias en el campo de batalla le han valido dos veces la medalla al valor e innumerables condecoraciones, mientras continúa con la orgullosa tradición militar de su familia. Su lema personal es: "No alcancé el grado de general quedándome en las sombras. Salí y me lo gané en el frente".
Actualmente ocupa un puesto honorario en el Equipo G.I. Joe, aunque su función principal tiende a estar entre bastidores, protegiéndose de las maquinaciones de los administradores que interfieren con las operaciones de GI Joe. Sin embargo, en los pocos casos que lo han requerido, el general Flagg ha demostrado la tenacidad y el carácter de su padre, arriesgando su cuello junto a los hombres y mujeres que lidera.

### Devil's Due comics
Su única aparición en la continuidad de los cómics fue en el evento de la Tercera Guerra Mundial, de la serie de cómics G.I. Joe: America's Elite. Se le muestra en la lista completa de personajes de G.I. Joe en la portada del número 25, junto con su padre.

## Película de acción real
El General Flagg aparecerá en G.I. Joe: Ever Vigilant.